# Saskia de Lando
Saskia de Lando (* 16. Juli 1980 in Wiesbaden) ist eine deutsche Schauspielerin und Moderatorin.
Zur Schauspielerei kam sie durch das Schultheater. 1995 hatte sie eine Rolle in Verbotene Liebe. 2001 spielte sie die Susi im Fernsehfilm Kolle – Ein Leben für Liebe und Sex. Sie spielte danach unter anderem in der Serie Schulmädchen und in Bewegte Männer. Saskia de Lando absolvierte verschiedene Gesangs- und Schauspielkurse und hat einen Abschluss als Diplom-Medienwirtin.
Im Februar 2007 moderierte sie als Vertretung für Katrin Bauerfeind bei der Internet-Fernsehsendung Ehrensenf. Sie steht bei der Agentur Velvet Management in Berlin unter Vertrag.